# Noville-sur-Mehaigne
Noville-sur-Mehaigne is een dorp in de Belgische provincie Namen en een deelgemeente van Éghezée. Het dorp was tot 1977 een autonome gemeente, die bij de provincie Brabant hoorde, arrondissement Nijvel, kanton Perwijs.

## Ligging
Het dorp ligt aan de Mehaigne en wordt in tweeën gedeeld door de N91, die Leuven met Namen verbindt (chaussée de Louvain). Ten westen van deze belangrijke verkeersader ligt de dorpskom; ten oosten het gehucht Sous-la-Vaux en - aan de route de la Hesbaye (N624) - de wijk die rond het voormalige treinstation Noville-Taviers ontstond. In het noorden vormt de oude heirbaan Via Belgica (tussen Keulen en Bavay) de grens met Grand-Rosière-Hottomont en de provincie Waals-Brabant.

## Geschiedenis
De historische naam van het dorp Nova Villa supra Mehanna zou erop duiden dat Noville al minstens sinds de Gallo-Romeinse periode bewoond is en de zetel was of deel uitmaakte van een villa rustica.
Tijdens het ancien régime behoorde de plaats tot het graafschap Namen (meierij van Feix). Na de verkoop van de heerlijkheid door Robert van Noville aan Gwijde van Dampierre (1283), verwierven de graven van Namen er alle heerlijke rechten (met uitzondering van het banrecht) en alle vormen van rechtspraak.
De abdij van Floreffe had in Noville eveneens bezittingen, die later overgingen in de handen van de graven van Namen.
In de 14e eeuw bezat de familie Bureal in Noville-sur-Mehaigne drie van de graven van Namen afhankelijke lenen : la Motte, met een herenverblijf en landerijen, de banmolen van Noville en een brouwerij met herberg. La Motte kwam later in het bezit van de families de Spontin (1445), du Cerf (1499) en - door huwelijk - de Clocquier (1532). In 1610 werd la Motte door de familie de Corswarem - die zich het leen op het einde van de 16e eeuw had toegeëigend - verkocht aan Jean Marotte, wiens afstammelingen la Motte in hun bezit hielden tot op het einde van de 19e eeuw.
De hoge rechtspraak te Noville kwam in 1629 in handen van Jean-François Marotte, heer van Yernée, die haar in 1782 aan de familie de Jamblinne overdroeg.

## Noville vandaag
Noville-sur-Mehaigne is van oudsher een dorp van landbouwers, maar net als elders is hun aantal de laatste jaren gestaag gedaald. Dit gaat gepaard met een niet onbelangrijke toename van het aantal inwoners en een uitbreiding van het dorpscentrum in noordwestelijke richting (rue de Noville - rue des Visoules). Aan de overkant van de N91 verbindt een inmiddels bijna ononderbroken rij vrijstaande, recente huizen langsheen de route de la Hesbaye de voormalige stationswijk met de rest van het dorp. In deze wijk overleeft nog (2006) een kruidenierswinkel, die hier al bestaat sinds het station van Noville-Taviers nog in volle bedrijvigheid was. Het stationsgebouw is nu een privéwoning en het tracé van de opgedoekte spoorlijn Namen-Tienen maakt deel uit van het RAVeL-netwerk. In het dorpscentrum blijft vrijwel geen middenstand meer over, maar aan het kruispunt van de N91 met de N624 (Quatre-Bras) bevindt zich een restaurant dat in 2000 een eerste Michelinster binnenhaalde.
Ondanks het kleine aantal inwoners en het gebrek aan diensten, is Noville-sur-Mehaigne - niet het minst dankzij de inzet van pastoor René Vanderbeck, die sinds enkele decennia de parochie bestiert - een van de meest levendige dorpen in de omgeving. Er bestaat in het dorp een "Confrérie du Grand Feu" (Broederschap van het Groot Vuur), die in het begin van elk jaar symbolisch de winter op een immense brandstapel verbrandt, zodat plaats kan gemaakt worden voor de lente. Elk jaar is er eveneens een dorpsfeest, waarbij vrijwel alle inwoners betrokken worden. De plaats heeft ook een eigen Patro-afdeling.

## Bezienswaardigheden
- De Sint-Philibertuskerk (Église Saint-Philibert)  hoorde aanvankelijk bij het bisdom Luik, maar werd in 1561 bij dat van Namen ondergebracht. Tiendenheffers waren eerst de abdij van Villers en later de Abdij van La Ramée (te Jauchelette). Deze abdij had eveneens het begevingsrecht in handen. Het huidige, driebeukige kerkgebouw met halfrond koor en twee torens dateert uit 1866-1868. Het meubilair is veelal 18e- en 19e-eeuws.
- De 18e-eeuwse pastorie.
- De Kasteelhoeve van Soldy (Ferme-Château de Soldy) aan de rue du Village 116' maakte deel uit van het leen van Juppleu. Dit leen ging later over op de families de Dongelberghe en de Soldy. Jacques de Soldy, die sneuvelde tijdens de Slag bij Ramillies (1706), ligt begraven op het kerkhof rond de Sint-Philibertuskerk, waar zijn grafsteen bewaard bleef. De huidige hoevegebouwen dateren grotendeels uit de jaren '70 van de 19e eeuw en vervangen een in 1874 gesloopt complex. De hoeve wordt vandaag uitgebaat door de familie Bedoret, die ook eigenaar is van een kapel bij de grens met Aische-en-Refail, waar elk jaar in augustus nog een mis wordt opgedragen.
- De Hoeve van Ghlin aan de rue du Village is de grootste hoeve van Noville-sur-Mehaigne maar als zodang buiten bedrijf. Het imposante hoevecomplex ontleent zijn naam aan Antoine de Ghelin, die er in de 16e eeuw de bezitter van was. Een deel van de stallingen dateert waarschijnlijk nog uit deze periode.
- De Hoeve de la Haute Aveine aan de rue du Village. Deze grote vierkantshoeve dateert uit de 18e en 19e eeuw. De schuur is ongetwijfeld nog ouder.
- De Moulin de Noville ', is een onderslagmolen op de Mehaigne die voor een deel dateert uit de 18e eeuw en het is de voortzetting van de voormalige banmolen van het dorp. Hij was eigendom van de familie de Jamblinne de Meux en de laatste molenaar was Léon Lehutois (1952).

## Natuur en landschap
Noville-sur-Mehaigne ligt aan de Mehaigne. De hoogte aan de kerk bedraagt 146 meter.

## Nabijgelegen kernen
Harlue, Taviers, Grand-Rosière, Aische-en-Refail, Mehaigne, Éghezée